# Липаза
Липазата е ензим, който разгражда мазнините до техните съставни части – глицерол и мастни киселини.
Главно се отделя от задстомашната жлеза, но съществуват и други видове, които се произвеждат от черния дроб и слюнчените жлези.
Липазата е от съществено значение за правилното храносмилане и усвояване на мазнините, като дефицитът ѝ може да доведе до малабсорбция на мазнините и свързани здравословни проблеми.
Антикоагулантите, опиоидите и холиномиметиците могат да повлияят на липазната активност.